# کنتارو ایتو
کنتارو ایتو (انگلیسی: Kentarō Itō؛ زادهٔ ۳ ژانویهٔ ۱۹۷۴) صداپیشه، و بازیگر تئاتر اهل ژاپن است.